# Lexis King
Brian Zachary Pillman (Erlanger, Kentucky, 9 de septiembre de 1993), conocido como Brian Pillman Jr., es un luchador profesional estadounidense. Actualmente trabaja para la empresa WWE, donde se presenta en la marca NXT bajo el nombre de Lexis King.
Pillman también es conocido por su trabajo para promociones como All Elite Wrestling (AEW) y Major League Wrestling (MLW). Luchador de segunda generación, es hijo de Brian Pillman.

## Primeros años
Brian Zachary Pillman nació el 9 de septiembre de 1993 en Erlanger, Kentucky, siendo hijo del luchador Brian Pillman. Asistió a la escuela secundaria Dixie Heights, localizada en Edgewood, Kentucky, donde jugó fútbol. Se graduó en 2011 y continuó su educación asistiendo a la universidad.

## Carrera

### Circuito independiente (2017-2021)
En febrero de 2017, Pillman anunció que seguiría los pasos de su padre para convertirse en un luchador profesional. Fue entrenado por Lance Storm en su escuela, Storm Wrestling Academy, en Calgary, Alberta, Canadá. Pillman hizo su primer combate para Combat Zone Wrestling el 28 de enero de 2018 en Dojo Wars 162 contra Mike Del para el Campeonato de la Medalla del Valor de la CZW. Pillman fue derrotado en su primer match por sumisión. Pillman tendría un combate más en CZW, en un partido por equipo, formando equipo con Teddy Hart y enfrentó a Anthony Bennet y Jimmy Lloyd en el Super Show V el 26 de enero.
En Big Time Wrestling: Return Of The Dragon, se enfrentó a Kerry Morton por el Campeonato Mundial Junior Peso Pesado de NWA, sin embargo perdió.

### Major League Wrestling (2018-2021)
A fines de 2018, Pillman firmó un contrato con Major League Wrestling. Fue mentoreado por el rival de su padre World Championship Wrestling Kevin Sullivan. Luego se volvió hacia Sullivan y unió fuerzas con Teddy Hart y Davey Boy Smith Jr., creando la New Era Hart Foundation.

### All Elite Wrestling (2019-2023)
El 25 de mayo, Pillman hizo una aparición especial en el inaugural evento de Double or Nothing en el pre-show en el Casino Battle Royale por una oportunidad por el Campeonato Mundial de AEW donde fue eliminado y ganado por Hangman Page.
En el AEW Dark del 14 de julio, se enfrentó a Brian Cage por el Campeonato FTW, sin embargo perdió. A fines de julio, Pillman comenzó a formar equipo con su compañero recién llegado a AEW Griff Garrison, todavía compitiendo principalmente en Dark. Pillman y Garrison hicieron su debut en el programa principal en una lucha de parejas de ocho hombres, formando equipo con Joey Janela y Sonny Kiss en un esfuerzo perdido contra The Butcher & The Blade y The Lucha Brothers. El equipo no pudo obtener una victoria en ninguno de los programas hasta el episodio del 25 de septiembre de Dark , cuando derrotaron a Cezar Bononi y David Ali, marcando su primera victoria como equipo. Durante su racha perdedora, perdieron ante personas como Private Party, FTR, The Inner Circle, The Butcher & The Blade y The Hybrid 2. Después de obtener su primera victoria, el equipo tuvo una racha de derrotas por segundo mes que terminó después de que derrotaron a Sean Maluta y Alex Chamberlain en el episodio del 3 de noviembre de Dark. A principios de diciembre, Pillman y Garrison habían adoptado el nombre del equipo The Varsity Blondes. En su primer combate con su nuevo nombre, The Varsity Blondes derrotó a The Dark Order (Colt Cabana y Alex Reynolds) en un combate por equipos en los episodios del 8 de diciembre de 2020 de Dark.
Su contrato con la empresa expiró el 11 de julio de 2023, terminando su estancia en AEW.

### WWE (2023-presente)
El 16 de julio de 2023, PWInsider reportó que Pillman había realizado un tryout en el WWE Performance Center. A finales de agosto, fue asignado oficialmente a la marca NXT, donde fue renombrado como Lexis King.

## Vida personal
Pillman tenía una relación tensa con su madre Melanie debido a sus batallas contra la adicción a las drogas tras la muerte de su padre, cuando Pillman tenía 4 años. Pillman, quien fue criado principalmente por su tía Linda Pillman (la hermana de su padre), compartió en una entrevista que sentía que su madre estaba fingiendo su duelo durante su infame entrevista con Vince McMahon en WWF Raw is War. Un día, después de la muerte de su padre, ya que su matrimonio ya estaba pasando por el proceso de divorcio en ese momento y simplemente quería un día de pago por las drogas. A diferencia de la mayoría de los fanáticos de la lucha libre y de los medios de comunicación, Pillman no culpó a la WWF. Por la entrevista un tanto falta de tacto con su madre, ya que le dio crédito a la promoción por tratar de ayudarlos a él y a sus hermanas tanto como fuera posible financieramente.
La relación de Pillman con su madre comenzó a mejorar después de que comenzó su carrera como luchador; esto incluyó que ella hiciera apariciones regulares durante las transmisiones en vivo de Twitch de Pillman y compartiera historias sobre su padre. Melanie fue encontrada muerta por una aparente sobredosis de drogas el 1 de junio de 2022, a la edad de 56 años, según confirmó Pillman.

## Campeonatos y logros
- Major League Wrestling
  - MLW World Tag Team Championship (1 vez) - con Davey Boy Smith Jr. y Teddy Hart

- Ohio Valley Wrestling
  - OVW Heavyweight Championship (1 vez)[25]

- Supreme Wrestling
  - Mid America Heavyweight Championship (1 vez)

- Warrior Wrestling
  - Warrior Wrestling Championship (1 vez)

- WCWO Wrestling
  - WCWO Heavyweight Champion (1 vez)

- WWE
  - NXT Heritage Cup (1 vez)

- Pro Wrestling Illustrated
  - Rookie del año (2019)
  - Situado en el Nº411 en los PWI 500 de 2019[26]